# Politica del Kosovo

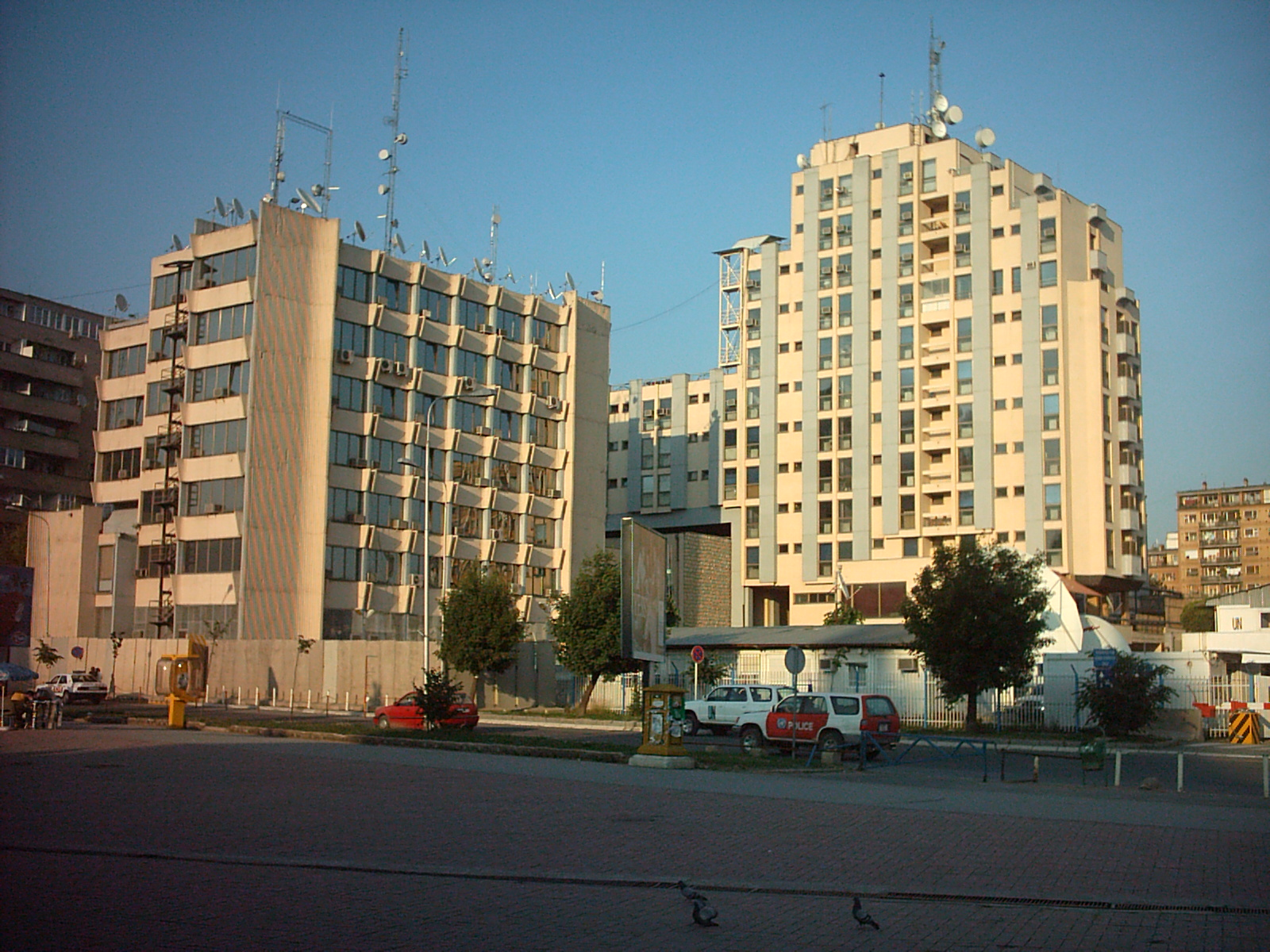
Torre dell’UNMIK a Pristina

La politica del Kosovo è attualmente dominata dalle istituzioni costituite come parte della neonata Repubblica del Kosovo, sotto dirigenza principalmente albanese-kosovara, con l'eccezione dei territori a predominanza etnica serba, nel Kosovo del Nord.

## Repubblica del Kosovo

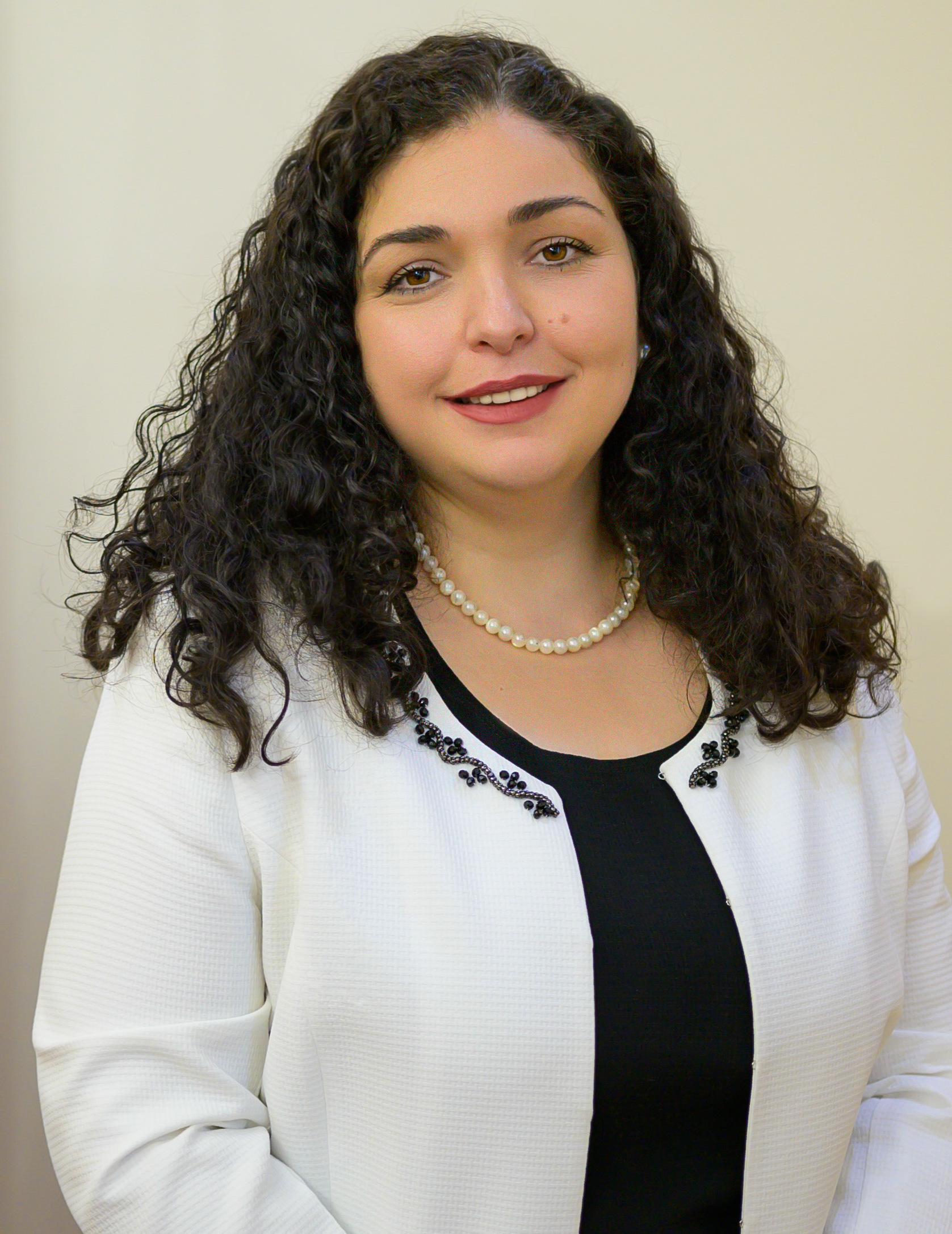
Vjosa Osmani, Presidente del Kosovo.

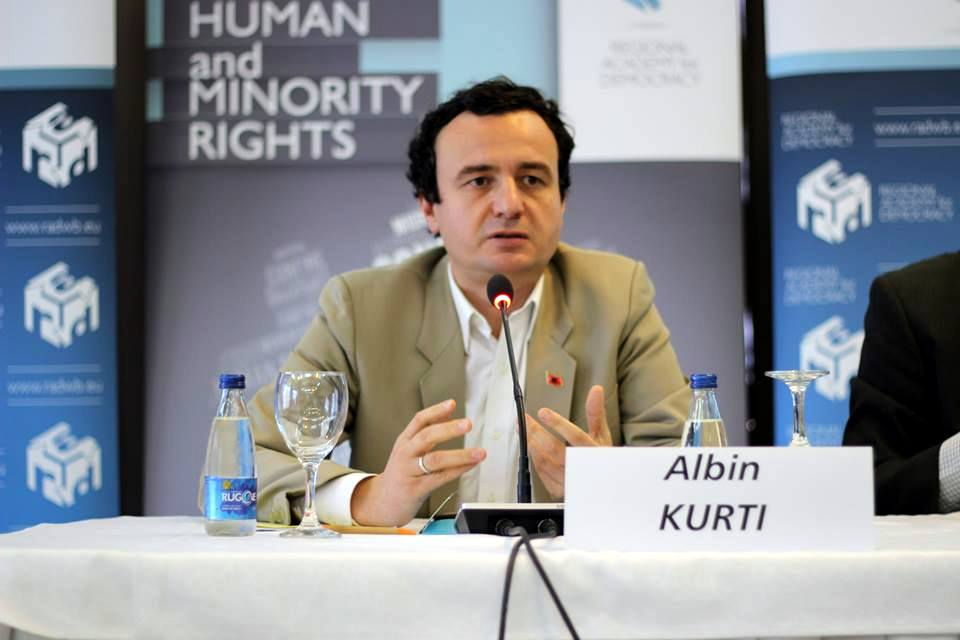
Albin Kurti, Primo ministro del Kosovo.

Le istituzioni della Repubblica del Kosovo hanno origine da quelle create durante l'amministrazione dell'UNMIK. Alla fine della Guerra in Kosovo, la Risoluzione 1244 del Consiglio di Sicurezza delle Nazioni Unite stabilì l'istituzione di un protettorato internazionale nella Provincia Autonoma del Kosovo, la quale è mantenuta "de iure" come parte del territorio della Serbia, parte della Repubblica Federale di Jugoslavia, diventata poi Serbia e Montenegro, e infine Serbia. In accordo alle disposizioni UNMIK, nel 2001 fu dato il via alla formazione di “Istituzioni provvisorie di Autogoverno del Kosovo'’, con il risultato di far confluire buona parte delle istituzioni del territorio nelle mani di politici kosovari, principalmente di etnia albanese. Queste istituzioni si sono convertite poi in quelle della Repubblica del Kosovo, all'atto della dichiarazione di indipendenza del Kosovo, il 17 febbraio 2008.
La Repubblica del Kosovo è una repubblica democratica, secondo quanto stabilito dalla Costituzione del Kosovo, che entrò in vigore il 15 giugno 2008.
Questa costituzione, non riconosciuta dalla Serbia, ne dalla popolazione del Kosovo del Nord, stabilisce come capo di stato il Presidente del Kosovo, incarico ricoperto da Vjosa Osmani dall'aprile 2021. Il potere esecutivo spetta al Primo ministro, che è il capo del governo. A seguito delle elezioni parlamentari del 2021, quest'incarico è ricoperto dal Albin Kurti, partito nazionalista di sinistra Vetëvendosje!.
Il Parlamento del Kosovo è unicamerale ed è costituito da 120 membri, dei quali 100 sono eletti direttamente e 20 sono distribuiti tra le minoranze etniche del territorio (10 per i serbi e 10 per le altre minoranze). 

## UNMIK
Nonostante gran parte dell'amministrazione sia in mano al governo locale, alcuni aspetti sono di competenza esclusiva dell'UNMIK, specialmente per quanto riguarda la difesa, la sicurezza interna ed in particolare nel Kosovo del Nord. L'UNMIK è presieduto dal Rappresentante Speciale del Segretariato delle Nazioni Unite, incarico ricoperto dall'afgano Zahir Tanin dall'ottobre 2015. La sicurezza interna è garantita dalle unità militari della KFOR (creata nel 1999 in collaborazione tra NATO e Russia), dalle unità multietniche di polizia e i Corpi di Protezione del Kosovo. Attualmente è in fase di realizzazione la missione EULEX, a carico dell'Unione europea, per il mantenimento della pace e dell'ordine in territorio kosovaro.

## Serbia
La Repubblica serba considera il territorio del Kosovo sotto sua sovranità, a seguito degli accordi e della stipula della Risoluzione 1244 del Consiglio di Sicurezza delle Nazioni Unite e considera illegali le istituzioni create dalla Repubblica del Kosovo. Il governo serbo in Kosovo è rappresentato dal Ministero del Kosovo e Metohija, fondato il 15 maggio 2007 e attualmente presieduto da Goran Bogdanović del Partito Democratico della Serbia dal 9 luglio 2008. Localmente, l'amministrazione serba esercita principalmente nel Kosovo del Nord e alcune enclavi pro-serbe nel sud del Kosovo, attraverso l'Assemblea Comunitaria di Kosovo e Metohija, composta da 45 rappresentanti di 26 comuni e con sede nella città di Mitrovica. Nel luglio 2008, il governo serbo organizzò elezioni locali nelle zone sotto sua amministrazione per eleggere i rappresentanti dell'Assemblea, sebbene il rifiuto tanto da parte delle istituzioni della Repubblica del Kosovo, come di quelle dell'UNMIK.

## Riconoscimento internazionale
Stati che non riconoscono il Kosovo come Stato indipendente
     Stati che formalmente riconoscono il Kosovo come Stato indipendente
     Stati che hanno ritirato il riconoscimento del Kosovo come Stato indipendente

Mappa degli Stati che hanno riconosciuto l'indipendenza del Kosovo:
Stati che non riconoscono il Kosovo come Stato indipendente
Stati che formalmente riconoscono il Kosovo come Stato indipendente
Stati che hanno ritirato il riconoscimento del Kosovo come Stato indipendenteLa mappa è aggiornata all'aprile 2021

Il 17 febbraio 2008 il Parlamento del Kosovo approvò la dichiarazione di indipendenza, unilateralmente rispetto alla Serbia, in un inter approvato da Stati Uniti ed Unione europea. 109 dei 120 deputati votarono a favore della secessione, mentre i deputati restanti, di origine serba, boicottarono la sessione.
Dalla dichiarazione d'indipendenza ad oggi, 104 paesi membri delle Nazioni Unite hanno riconosciuto l'indipendenza della Repubblica del Kosovo: Afghanistan, Albania, Australia, Austria, Belgio, Belize, Bulgaria, Burkina Faso, Canada, Colombia, Corea del Sud, Costa Rica, Croazia, Danimarca, Emirati Arabi Uniti, Estonia, Finlandia, Francia, Germania, Giappone, Irlanda, Islanda, Isole Marshall, Israele, Italia, Kenya, Lettonia, Liberia, Liechtenstein, Lituania, Lussemburgo, Macedonia, Malaysia, Maldive, Malta, Stati Federati di Micronesia, Monaco, Montenegro, Nauru, Norvegia, Paesi Bassi, Perù, Panama, Polonia, Portogallo, Repubblica Ceca, Regno Unito, Samoa, San Marino, Senegal, Sierra Leone, Slovenia, Stati Uniti, Svezia, Svizzera, Turchia e Ungheria. Tra questi stati si notano 22 dei 27 membri dell'Unione Europea, 22 dei 27 stati della NATO e 7 degli 8 membri del G8. Anche Taiwan ha offerto il suo riconoscimento al Kosovo, che però non ha contraccambiato.
Dall'altro lato, varie decine di paesi, tra i quali Algeria, Argentina, Azerbaigian, Bielorussia, Cipro, Georgia, Kazakistan, Moldavia, Romania, Russia, Slovacchia, Spagna, Sri Lanka, Venezuela, Vietnam e altri hanno annunciato il loro rifiuto alla dichiarazione di indipendenza del Kosovo e il loro rispetto dell'integrità territoriale della Serbia. Diversi paesi, come Brasile, Cile, Giordania, Messico, Thailandia e Uruguay attendono la decisione definitiva del Consiglio di Sicurezza dell'ONU.
Per quanto riguarda le organizzazioni internazionali, il Kosovo non ha ancora chiesto di entrare a far parte delle Nazioni Unite a seguito del veto annunciato dalla Russia al Consiglio di Sicurezza dell'ONU. Per quanto riguarda l'Unione Europea, per quanto essa non riconosca ufficialmente il Kosovo, non esiste una politica comune in quanto per riconoscerne l'indipendenza è necessaria l'unanimità dei paesi membri, benché il Parlamento Europeo si sia pronunciato in favore dell'indipendenza. Il Fondo Monetario Internazionale ha riconosciuto completamente l'indipendenza del Kosovo ed ha iniziato il suo processo di integrazione come membro permanente.

## Divisione amministrativa
Il Kosovo è diviso in 7 distretti e 30 comuni.